# わが青春のマリアンヌ
『わが青春のマリアンヌ』（わがせいしゅんのマリアンヌ、Marianne de ma Jeunesse）は1955年のフランス、ドイツの映画。
ジュリアン・デュヴィヴィエ監督の作品で、出演はマリアンヌ・ホルトなど。ペーター・ド・メンデルスゾーンの『痛ましきアルカディア』をデュヴィヴィエ自身の脚色で映画化している。フランス語版とドイツ語版が同時に撮影された。本作は日本で多くのアーティストに影響を与えたといわれている。

## ストーリー
湖畔にあるハイリゲンシュタット城は自由な校風の寄宿学校。そこには家族関係に問題がある生徒が多く在籍していた。ある日、アルゼンチンからヴァンサン・ロランジェというフランス人の転校生がやってきた。動物を友とし、ギターでアルゼンチンの曲を弾き語りするヴァンサンは学生達を魅了した。ヴァンサンは不良グループに誘われ、対岸にある古い館への冒険に誘われる。彼はボートで待機するように命ぜられたが、待ち時間が長いので、グループの後を追いかけたところ、番人に見つかった不良達は彼を置き去りにしてボートで逃げ帰ってしまう。その日、ヴァンサンは寄宿舎に戻らなかったが、翌日、ボートで戻ってきた。ヴァンサンはそこであったことを親友マンフレッドに告げる。館で美しいマリアンヌという女性と出会ったのだ。マリアンヌは年老いた男爵に囚われているらしい。その日以来、ヴァンサンの脳裏には常にマリアンヌの面影があった。校長の姪リースはヴァンサンに片思いしていた。マリアンヌに取りつかれたヴァンサンの心をリースは手に入れたかった。突然、館の使者がヴァンサンへの手紙を持ってきた。途中で横取りされたが、ヴァンサンはマリアンヌから救助の要請があったことを知り、館に駆けつける。マリアンヌは男爵が結婚を迫っており、ヴァンサンと共に逃げると宣言した。男爵と番人に見つかったヴァンサンは館から放り出されてしまう。親友マンフレッドに救われたヴァンサンはマリアンヌを救うために城に戻ることを主張したが、マンフレッドはその話を信じなかった。それでも一緒に館へ行って確認することにした２人。館に戻ると、以前に見た婚礼衣装も儀式の準備も消え去っていた。寄宿舎に戻り、校長から最愛の母が再婚したと聞かされ、心の拠り所を失ったヴァンサンはマリアンヌの面影を追って寄宿舎を去った。

## キャスト
※括弧内は日本語吹替（テレビ版）
- マリアンヌ：マリアンヌ・ホルト（声：池田昌子）
- ヴァンサン・ロランジェ：ピエール・ヴァネック（声：北原隆）／ホルスト・ブッフホルツ（ドイツ語版）
- マンフレッド：ギル・ヴィダル（声：高山栄）
- リーズ：イザベル・ピア

## スタッフ
- 監督：ジュリアン・デュヴィヴィエ
- 製作：ラルフ・ボーム
- 原作：ペーター・ド・メンデルスゾーン（ドイツ語版、フランス語版）
- 脚色：ジュリアン・デュヴィヴィエ
- 台詞：ジュリアン・デュヴィヴィエ
- 撮影：レオンス・H・ビュレル
- 音楽：ジャック・イベール
- 指揮：ジョルジュ・チピーヌ
- 編集：マルト・ポンサン